# Ornithocephalus aurorae
Ornithocephalus aurorae är en orkidéart som beskrevs av David Edward Bennett och Eric Alston Christenson. Ornithocephalus aurorae ingår i släktet Ornithocephalus och familjen orkidéer.
Artens utbredningsområde är Peru. Inga underarter finns listade i Catalogue of Life.